# UnitedHealthcare Professional Cycling Team
UnitedHealthcare Professional Cycling Team, (código UCI: UHC) foi uma equipa ciclista de categoria Profissional Continental dos Estados Unidos. Ao não encontrar um patrocinador a equipa desapareceu no final da temporada de 2018.

## História
Foi criado em 2003 pertencendo à 3.ª divisão de equipas que estabelecia a UCI. Em 2005, ao instaurar-se os circuitos continentais, passou a ser equipa continental, conseguindo o primeiro lugar no UCI America Tour.
Durante as temporadas 2006 e 2007 a equipa subiu uma categoria e foi Continental Profissional caindo de novo à categoria continental em 2008.
Em 2009 com a chegada de um novo patrocinador (Ouch) o nome da equipa mudou e em suas fileiras esteve Floyd Landis depois de voltar da suspensão por dopagem.
Em 2010 por uma nova mudança de patrocinador a equipa chamou-se UnitedHealthcare presented by Maxxis.
Em meados de 2010 a equipa solicitou passar a ser outra vez profissional continental para a temporada de 2011 e anunciou que reforçaria o elenco com três contratos Davide Frattini, Chris Jones e Scott Zwizanski. Em setembro confirmou os contratos de dois ciclistas ProTour, Robert Förster (Team Milram) e Christian Meier (Garmin-Transitions) além do holandês Boy van Poppel da Rabobank continental.  a 5 de outubro a UCI anunciou parte da lista de equipas para a temporada de 2011 e UnitedHealthcare foi aceite dentro dessa categoria e um novo contrato foi anunciado, o britânico Charles Wegelius (Omega Pharma-Lotto).
Desde o ano 2011 a equipa participa na categoria Profissional Continental, sendo um das equipas mais representativas dos Estados Unidos nesta categoria.
Finalmente ao terminar a temporada de 2018, a equipa não pôde encontrar um novo patrocinador para a temporada de 2019 e por problemas financeiros a equipa desapareceu.

## Material ciclista
Para a temporada de 2017 a equipa utiliza-va bicicletas Orbea, equipadas com grupos e rodas Shimano Dura-Ace.

## Classificações UCI
A partir de 1999 e até 2004 a UCI estabelecia uma classificação por equipas divididas em categorias (primeira, segunda e terceira). A classificação da equipa e do seu ciclista mais destacado foi a seguinte:
| Ano  | Categoria | Classificação por equipas | Melhor corredor | Posição |
| 2003 | Terça     | 43.º                      | Michael Sayers  | 802.º   |
| 2004 | Segunda   | 9.º                       | John Lieswyn    | 498.º   |

A partir de 2005 a UCI instaurou os Circuitos Continentais da UCI, onde a equipa tem estado participando desde que se criou dita categoria. Tem participado principalmente nas carreiras do UCI America Tour, ainda que também participou dos circuitos restantes. As classificações da equipa e do seu ciclista mais destacado foram as que seguem:

### UCI America Tour
| Temporada | Classificação por equipas | Melhor corredor | Posição |
| 2005      | 1.º                       | Chris Wherry    | 3.º     |
| 2005-2006 | 5.º                       | Greg Henderson  | 6.º     |
| 2006-2007 | 8.º                       | Frank Pipp      | 39.º    |
| 2007-2008 | 11.º                      | Kirk O'Bee      | 38.º    |
| 2008-2009 | 15.º                      | Andrew Pinfold  | 57.º    |
| 2009-2010 | 10.º                      | Marc de Maar    | 45.º    |
| 2010-2011 | 7.º                       | Robert Förster  | 27.º    |
| 2011-2012 | 3.º                       | Rory Sutherland | 1.º     |
| 2012-2013 | 1.º                       | Kiel Reijnen    | 4.º     |
| 2013-2014 | 6.º                       | Kiel Reijnen    | 4.º     |
| 2015      | 4.º                       | Kiel Reijnen    | 9.º     |
| 2016      | 8.º                       | Marco Canola    | 30.º    |
| 2017      | 3.º                       | Gavin Mannion   | 6.º     |
| 2018      | 1.º                       | Gavin Mannion   | 1.º     |

### UCI Oceania Tour
| Temporada | Classificação por equipas | Melhor corredor | Posição |
| 2005-2006 | 5.º                       | Greg Henderson  | 10.º    |
| 2006-2007 | 2.º                       | Karl Menzies    | 2.º     |
| 2007-2008 | 6.º                       | Rory Sutherland | 8.º     |
| 2008-2009 | 19.º                      | Karl Menzies    | 37.º    |
| 2009-2010 | 27.º                      | Jonathan Clarke | 82.º    |
| 2011-2012 | 15.º                      | Jake Keough     | 44.º    |
| 2013-2014 | 10.º                      | Karl Menzies    | 43.º    |
| 2015      | 9.º                       | John Murphy     | 33.º    |
| 2016      | 7.º                       | Jonathan Clarke | 27.º    |
| 2017      | 13.º                      | Travis McCabe   | 50.º    |

### UCI Europe Tour
| Temporada | Classificação por equipas | Melhor corredor | Posição |
| 2010-2011 | 65.º                      | Rory Sutherland | 369.º   |
| 2011-2012 | 40.º                      | Boy van Poppel  | 72.º    |
| 2012-2013 | 89.º                      | Jacob Keough    | 510.º   |
| 2013-2014 | 48.º                      | Marc De Maar    | 77.º    |
| 2015      | 69.º                      | Daniele Ratto   | 203.º   |
| 2016      | 123.º                     | Janez Brajkovič | 1018.º  |
| 2017      | 84.º                      | Jonathan Clarke | 596.º   |
| 2018      | 109.º                     | Serghei Țvetcov | 757.º   |

### UCI Asia Tour
| Temporada | Classificação por equipas | Melhor corredor  | Posição |
| 2010-2011 | 20.º                      | Robert Förster   | 23.º    |
| 2011-2012 | 24.º                      | Jacob Keough     | 18.º    |
| 2012-2013 | 27.º                      | Jacob Keough     | 38.º    |
| 2013-2014 | 18.º                      | Robert Förster   | 48.º    |
| 2015      | 27.º                      | Marco Canola     | 91.º    |
| 2016      | 13.º                      | Daniel Jaramillo | 33.º    |
| 2017      | 13.º                      | Daniel Jaramillo | 69.º    |
| 2018      | 14.º                      | Serghei Țvetcov  | 16.º    |

### UCI Africa Tour
| Temporada | Classificação por equipas | Melhor corredor    | Posição |
| 2011-2012 | 21.º                      | Jay Robert Thomson | 127.º   |
| 2017      | 16.º                      | Christopher Jones  | 74.º    |

## Palmarés
Para anos anteriores, veja-se Palmarés da UnitedHealthcare Pro Cycling Team.

### Palmarés de 2018

#### Circuitos Continentais da UCI
| Datas          | Circuito                 | Carreiras                           | Ganhador        |
| 20 de abril    | UCI America Tour de 2018 | 3.ª etapa do Tour de Gila (CRI)     | Serghei Țvetcov |
| 22 de abril    | UCI America Tour de 2018 | 5.ª etapa do Tour de Gila           | Gavin Mannion   |
| 1 de junho     | UCI Asia Tour de 2018    | 3.ª etapa do Tour da Coreia         | Serghei Țvetcov |
| 3 de junho     | UCI Asia Tour de 2018    | Tour da Coreia                      | Serghei Țvetcov |
| 15 de junho    | UCI America Tour de 2018 | 3.ª etapa do Tour de Beauce (CRI)   | Serghei Țvetcov |
| 13 de julho    | UCI America Tour de 2018 | Chrono Kristin Armstrong (CRI)      | Serghei Țvetcov |
| 7 de agosto    | UCI America Tour de 2018 | 1.ª etapa do Tour de Utah           | Travis McCabe   |
| 9 de agosto    | UCI America Tour de 2018 | 3.ª etapa do Tour de Utah           | Travis McCabe   |
| 17 de agosto   | UCI America Tour de 2018 | 2.ª etapa do Colorado Classic (CRI) | Gavin Mannion   |
| 19 de agosto   | UCI America Tour de 2018 | 4.ª etapa do Colorado Classic       | Travis McCabe   |
| 19 de agosto   | UCI America Tour de 2018 | Colorado Classic                    | Gavin Mannion   |
| 20 de setembro | UCI Europe Tour de 2018  | 2.ª etapa do Tour da Romênia        | Serghei Țvetcov |
| 23 de setembro | UCI Europe Tour de 2018  | Tour da Romênia                     | Serghei Țvetcov |

## Elenco
Para anos anteriores, veja-se: Elencos da UnitedHealthcare Pro Cycling Team

### Elenco de 2018
| Nome                  | Nascimento | Nacionalidade  | Equipa de 2017      |
| Janier Acevedo        | 06/12/1985 | Colômbia       | UnitedHealthcare    |
| Carlos Alzate         | 23/03/1983 | Colômbia       | UnitedHealthcare    |
| Alexander Cataford    | 01/09/1993 | Canadá         | UnitedHealthcare    |
| Jonathan Clarke       | 18/12/1984 | Austrália      | UnitedHealthcare    |
| Daniel Eaton          | 04/07/1993 | Estados Unidos | UnitedHealthcare    |
| Lucas Sebastián Haedo | 18/04/1983 | Argentina      | UnitedHealthcare    |
| Adrian Hegyvary       | 15/01/1984 | Estados Unidos | UnitedHealthcare    |
| Daniel Jaramillo      | 15/01/1991 | Colômbia       | UnitedHealthcare    |
| Luke Keough           | 10/08/1991 | Estados Unidos | UnitedHealthcare    |
| Gavin Mannion         | 24/08/1991 | Estados Unidos | UnitedHealthcare    |
| Eric Marcotte         | 08/02/1980 | Estados Unidos | Cylance Cycling     |
| Travis McCabe         | 12/05/1989 | Estados Unidos | UnitedHealthcare    |
| Lachlan Norris        | 2101/1987  | Austrália      | UnitedHealthcare    |
| Tanner Putt           | 21/04/1992 | Estados Unidos | UnitedHealthcare    |
| Serghei Țvetcov       | 29/12/1988 | Roménia        | Jelly Belly         |
| Hugo Velázquez        | 16/07/1992 | Argentina      | Tusnad Cycling Team |